# Murasaki Shikibu

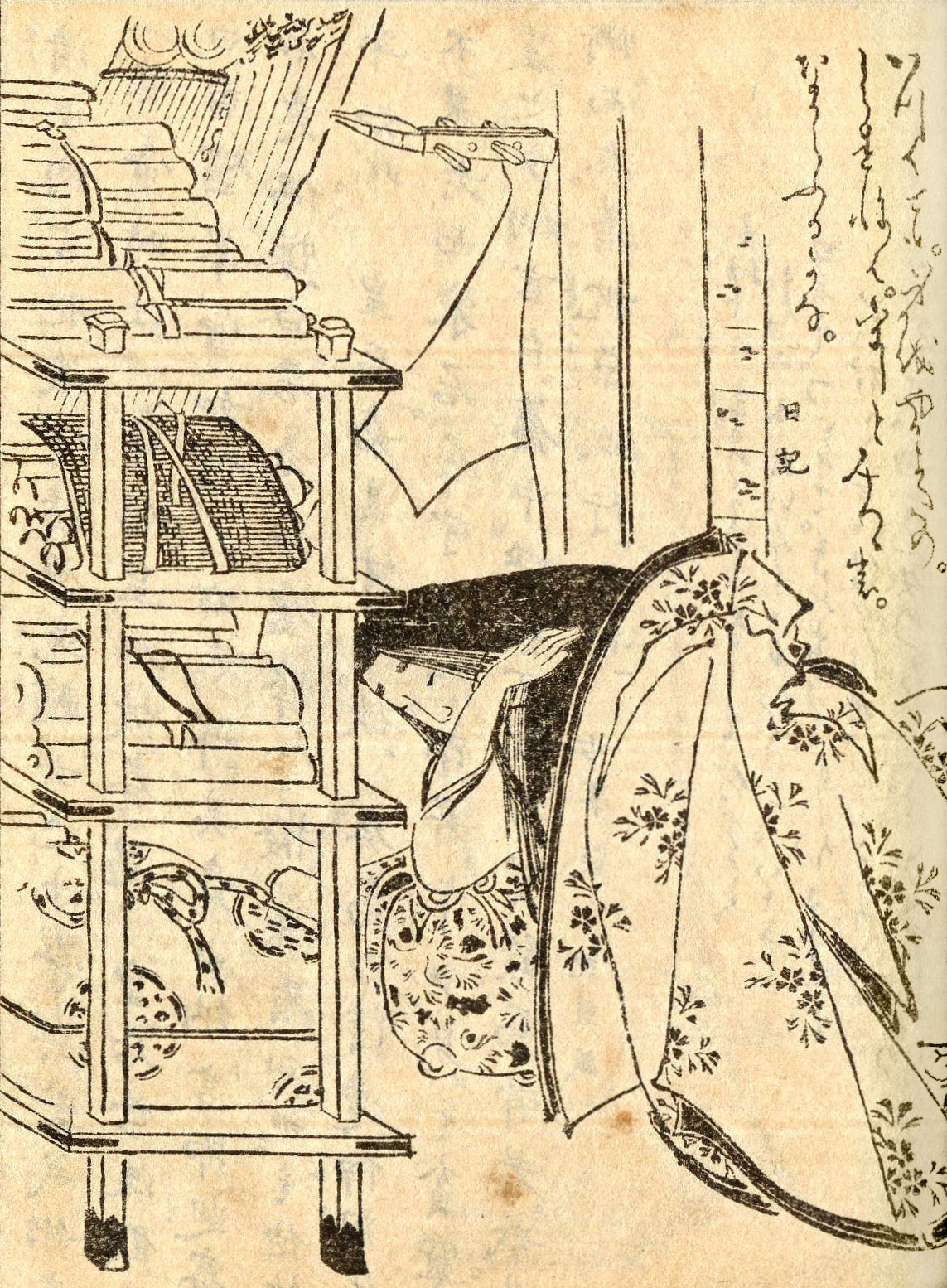
Murasaki Shikibu door Kikuchi Yosai

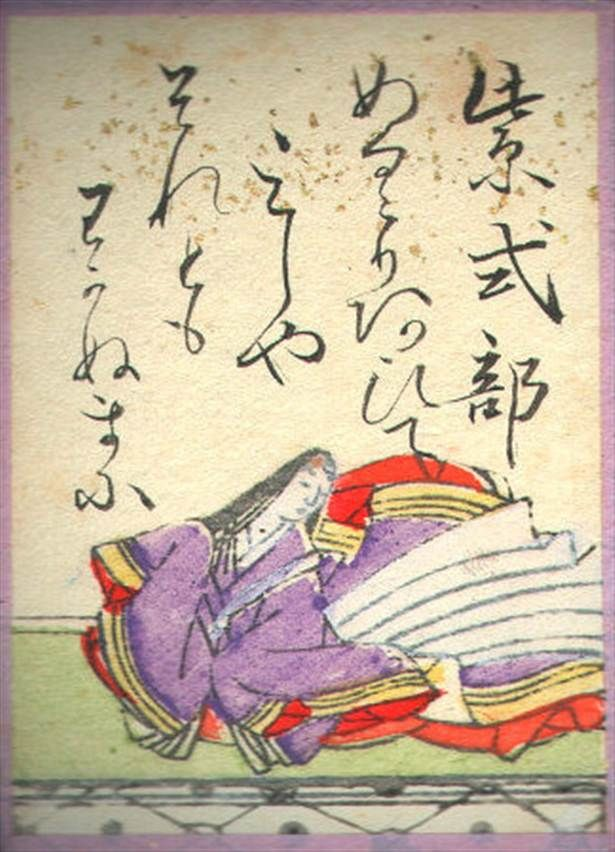
Murasaki Shikibu

Murasaki Shikibu (Japans: 紫 式部) (circa 973 – circa 1014 of 1025) was een Japans schrijfster, dichteres en hofdame aan het keizerlijk hof tijdens de Heian-periode. Ze is vooral bekend geworden als vermoedelijke auteur van Genji Monogatari ('Het verhaal van prins Genji'), dat ze in het Japans schreef tussen circa 1000 en 1008. Dit is een van de vroegste en meest beroemde romans uit de geschiedenis.
Haar werkelijke naam is onbekend, hoewel sommige geleerden veronderstellen dat haar voornaam Takako was (van Fujiwara Takako). Volgens haar dagboek kreeg ze aan het hof de bijnaam "Murasaki" ("paars"), naar een personage in Genji Monogatari. "Shikibu" verwijst naar de positie die haar vader bekleedde in het departement voor ceremonies: shikibu-shō.

## Biografie
Murasaki werd geboren in Heian (het huidige Kioto), als lid van de noordelijke tak van de Fujiwara-clan (Hokka Fujiwara). Haar geboortejaar is niet bekend. Haar vader was Fujiwara Tametoki, een geleerde en officier aan het keizerlijke hof. Tijdens haar jeugd overleed haar moeder bij de geboorte van haar broer, waarna ze door haar vader werd opgevoed. Dit was destijds ongewoon. In het toenmalige Japan leefden echtparen gescheiden van elkaar en werden de kinderen door de moeder en haar familie opgevoed. Bovendien gaf haar vader haar een mannelijke opvoeding wat ook al ongebruikelijk was. Mannen werden destijds onderwezen in het Chinees dat de officiële taal van het hof was, terwijl vrouwen kana en dichtkunst leerden. Haar vader roemde haar intelligentie en begaafdheid, maar klaagde dat ze als vrouw was geboren.
Murasaki trouwde in 998 of 999 met de twintig jaar oudere Fujiwara Nobutaka en kreeg één kind. Aan het keizerlijk hof was ze de hofdame van keizerin Shoshi; mogelijk werd ze daartoe door Fujiwara Michinaga in dienst genomen.
Wanneer ze overleed is niet precies bekend. Murasaki overleed óf in 1014, toen volgens archieven haar vader, die elders gouverneur was geworden, plotseling terugkeerde naar Heian, óf tussen 1025 en 1031. In het laatste geval zou ze midden-vijftig zijn geworden, wat voor Japanners uit de Heian-periode tamelijk oud was. Ze werd begraven buiten de stad Heian, ten westen van het graf van de Japanse dichter Ono no Takamura.
Aan Murasaki worden drie werken toegeschreven. Het belangrijkste hiervan is Genji Monogatari. In de herfst van 1008 begon ze Murasaki Shikibu nikki 紫式部日記). Na haar dood werden 128 van haar gedichten gebundeld.
Yosano Akiko vertaalde Genji Monogatari in modern Japans.
Liza Dalby schreef een geromantiseerde biografie van Murasaki, getiteld The Tale of Murasaki: A Novel.

## Werken
- Genji Monogatari (1008-1021), vertaling: Het verhaal van Genji.
- Murasaki Shikibu nikki (1008-1010)